# Нольде, Эммануил Юльевич
Барон Эммануил Юльевич Но́льде (27 июня [10 июля] 1854 — 14 [27] декабря 1909) — русский государственный деятель. Член Государственного совета Российской империи.

## Биография
Эммануил Нольде был родом из курляндских дворян. С отличием окончил Императорское училище правоведения, после чего три года работал в Канцелярии уголовного кассационного департамента Сената, затем перешёл в Центральное управление министерства юстиции. В 1881 был назначен обер-секретарём общего собрания кассационного департамента. С 1884 года служил в Кодификационном отделе при Государственном совете на должности управляющего письмоводством и старшего чиновника. В начале 1894 года был переведён на должность статс-секретаря Государственного совета. Вскоре был назначен старшим чиновником императорского отдела при Собственной Его Величества канцелярии. В 1898 году ему был пожалован титул статского советника.
В 1902—1906 годах — управляющий делами Комитета министров. С 13 апреля 1905 года заменял наместника Его Императорского Величества на Кавказе в заседаниях высших государственных установлений, представлял наместника по делам, вносимым на рассмотрение министерств и главных управлений. Член Государственного совета (с 1906).
Был женат на Марии Васильевне Екимовой. Сын: Б. Э. Нольде. 
Родная сестра — Анна Юльевна Нольде, 1859-1922 гг., жена доктора медицины Александра Александровича Кадьяна (1849-1917 гг.), знакомого и лечащего врача семьи Ульяновых в Симбирске.